# 松下Lumix DC-S1R
松下Lumix DC-S1R是松下推出的全画幅无反光镜可换镜头相机，使用徕卡L卡口，该型号是松下Lumix DC-S1的高画质型号，机身售价为3699美元，搭配24-105mm F4镜头的套机售价为4599美元。

## 技术规格
松下S1R与S1使用了同款机身，性能方面侧重于拍摄高质量照片，因此相较于S1具有以下特性。
- 4730万像素全画幅CMOS传感器
- 1.87亿像素高分辨率模式，可拍摄最大分辨率为16736×11168的照片
- 支持全画幅4K/60p视频拍摄，支持1080p/180fps的慢动作视频，升级到1.6版本固件后最高可拍摄4992×3744/30p规格的视频[2]。

## 评价
相机评测网站DPReview给出了89%的综合评分，该网站认为松下S1R机身坚固耐用，符合人体工程学设计，视频画质出色。在连拍速度和对焦系统方面逊于竞品，电池续航时间较短。
2019年5月17日，日本摄影记者俱乐部公布2019年度GP相机大奖的评选结果，松下S1R获得年度最佳相机称号。
2019年11月27日，DPReview公布2019年度摄影器材名单，松下S1R在“最佳高像素无反相机”评选当中获得亚军。